# Soize
Soize je francouzská obec v departementu Aisne v regionu Hauts-de-France. V roce 2014 zde žilo 97 obyvatel.

## Poloha
Sousední obce jsou: Chéry-lès-Rozoy, Montcornet, Montloué, Noircourt, Rozoy-sur-Serre, Sainte-Geneviève a Vincy-Reuil-et-Magny.

## Vývoj počtu obyvatel
Počet obyvatel